# Vietnam i olympiska sommarspelen 1980
Vietnam deltog i de olympiska sommarspelen 1980 med en trupp bestående av 30 deltagare, 22 män och 8 kvinnor, vilka deltog i 31 tävlingar i fyra sporter. Ingen av landets deltagare erövrade någon medalj.

## Friidrott
Herrarnas 1 500 meter
- Lê Quang Khải
  - Heat — 4:06,8 (→ gick inte vidare)

Herrarnas maraton
- Quyen Nguyen
  - Final — 2:44:37 (→ 50:e plats)

Herrarnas tresteg
- Duc Tam Duong
  - Kval — 14,59 m (→ gick inte vidare)

Damernas 1 500 meter
- Thi Be Trinh
  - Heat — 4:38,6 (→ gick inte vidare)

Damernas 100 meter
- Trần Thanh Vân
  - Heat — 13,23 (→ gick inte vidare)

Damernas längdhopp
- Nguyễn Thị Hoàng Na
  - Kval — 5,35 m (→ gick inte vidare, 19:e plats)